# Локолоко, Торе
Сэр Торе Локолоко (англ. Tore Lokoloko; 21 сентября 1930, Иокеа, провинция Галф, подмандатная Папуа — Новая Гвинея — 13 марта 2013, Порт-Морсби, Папуа — Новая Гвинея) — государственный деятель Папуа — Новой Гвинеи, Генерал-губернатор Папуа — Новой Гвинеи (1977—1983).

## Биография
Родился в семье верховного вождя. Окончил открытую австралийцами Sogeri High School.
- 1968—1972 гг. — член представительного органа (House of Assembly), на подмандатной Австралии территории острова,
- 1972—1977 гг. — заместитель пресс-секретаря Административного Исполнительного совета, помощник министров здравоохранения и сельского хозяйства,
- 1977—1983 гг. — генерал-губернатор Папуа-Новой Гвинеи,
- 1983—1989 гг. — председатель совета директоров банка Indosuez Niugine Bank.

В 1977 г. был возведен в рыцари королевой Елизаветой Второй.